# Jim Crutcher
Ernest James „Jim“ Crutcher (* 5. Juni 1934; † 17. Mai 2018) war ein US-amerikanischer Jazzmusiker (Kontrabass).

## Leben und Wirken
Crutcher besuchte bis 1953 die Carrollton High School in Los Angeles und studierte an der San José State University; anschließend begann er als professioneller Musiker zu arbeiten. Im Laufe seiner Karriere begleitete er u. a. die Jazzsängerinnen Billie Holiday und Anita O’Day; außerdem spielte er im Stan Kenton Orchestra, im New Glenn Miller Orchestra (Ghost Band), bei Les Brown und dem Onzy Mathews Jazz Orchestra. Erste Aufnahmen entstanden 1962 mit Lou Rawls (Black and Blue, Capitol). Ferner war er als Studiomusiker in Redondo Beach beschäftigt. Als Musiker trat er auch in einem Elvis-Presley-Film auf; ferner betätigte er sich als Fotograf. Im Bereich des Jazz war er zwischen 1962 und 1993 an 26 Aufnahmesessions beteiligt, u. a. auch mit The Modern Jazz Quintet, Jay Migliori, Della Reese, Priscilla Paris, Beatrice Kay/Johnny Guarnieri Quartet, Groove Holmes, Ray Charles und zuletzt 1990–93 mit dem Trio des Pianisten Claude Williamson, auf dessen Alben Standards 2, Memory of West Coast und Collaboration 1993 er zu hören ist.